# 木村榮
木村 榮（木村 栄、きむら さかえ、女性、1940年 - ）は、文筆家。

## 来歴
東京生まれ。1962年お茶の水女子大学文教育学部国文科卒、日本テレビに入社、72年退職しフリーとなる。

## 著書
- 『母性をひらく 子とともに歩む自立への道』汐文社 同時代叢書　1980
- 『父親の自立と子育て』汐文社 1982
- 『迷いつつ母』大月書店 1991
- 『30年目の同窓会 民主教育一期生の「女の時代」』筑摩書房 1994
- 『どこでどう老いるか 医療と介護の現場から』講談社現代新書 1996
- 『女が年齢を愉しむとき』はるか書房 2000
- 『女友だち』フェミックス、2012

### 共編著
- 『講座主婦2　壁のなかの主婦たち』田中喜美子・武田京子共編、汐文社、1983
- 『いま家族を問う　母子癒着 母を拒み、母を求めて』馬場謙一共著、有斐閣、1988

## 参考
- 『女友だち』著者紹介